# 騷人
《騷人》是一部由台灣導演陳映蓉執導的電影。於2012年8月31日上映。

## 故事

### 劇情簡介
曾經搖滾的三十歲廢柴嬉皮吳安良，個性瘋癲、好發奇想，成天賴在哥兒們郝歌家裡哈草、喝酒、打嘴炮，毫無生產力。困擾著他的，是2012世界末日即將到來的預言。他在想，拯救世界是可能的嗎？
聖經記載，諾亞和他的家人、動物們登上方舟，度過洪水肆虐。在臉書盛行的年代，如果發起網路建國，讓所有人結為超越血緣的家人，那麼，是否全地球七十億人都能平安得救，化解末日危機？他決定，要拉著郝歌和說著聽不懂俄文的美少女阿代兒，在網路上打造一艘虛擬方舟卡拉圖號，發動這一場空前絕後的文明革命！
就在革命大業即將如野火蔓延之際，一票看來由高等人類共組的不明組織綁架了吳安良。他穿過宛如蟲洞的奇異隧道，突破時間障壁，進入科學家口中的平行宇宙，這一切，竟然如此荒謬而迷人。
革命是玩真的還是玩假的？世界末日究竟會不會來？神秘客到底是外星人還是全球秘密結社的陰謀？一切，無可奉告！

## 演員陣容

### 角色介紹
- 王柏傑 飾演 吳安良

吳安良彈的是貝斯。浮沈茫茫樂海多年餘，搖滾該有的氣焰一路隨著年歲氧化成瘋癲。終於在理想委靡與世界末日的雙重打擊下，他幾經掙扎，結論出群體福祉遠大於個人成敗，決定犧牲小我拯救地球，號召世人一起暫停末日大鐘。 
- 瑞莎 飾演 阿代兒

阿代兒不搞樂團，搞動保，她的信仰就和動物一樣簡單，直覺。她的直覺說，吳安良不巧有嬰兒的靈魂，郝歌正好有英雄的肩膀，她的直覺又說，愛是可能的，而那些最平凡的有時候最萬能。 
- 阿部力 飾演 郝歌

郝歌彈的也是貝斯。還沒踏進茫茫樂海，就已經預見可能浮沈終生，於是在吳安良天真彈唱的那幾年，他就考取了教師執照，教的是木工。郝歌並不委屈，他樂在工藝，委屈的是吳安良咬定他理想敗壞的同時，又靠他的薪水接濟。

### 特別演出
邰智源

胡婷婷

高英軒

## 榮耀
- 2012台北電影獎 劇情長片 入圍
- 2012台北電影獎 最佳攝影 得獎
- 2012台北電影節 最佳音樂 得獎
- 2012年金馬奇幻影展開幕片

## 相關出版品

### 原聲帶
Soler / 騷人YOUNG DUDES 電影原聲帶

## 外部連結
- 騷人的Facebook專頁
- Yahoo奇摩電影上《騷人》的資料（繁體中文）
- MSN娛樂上《騷人》的資料（繁體中文）

- 開眼電影網上《騷人》的資料（繁體中文）
- 豆瓣电影上《騷人》的資料 （简体中文）
- 时光网上《騷人》的資料（简体中文）
- AllMovie上《騷人》的资料（英文）
- 爛番茄上《騷人》的資料（英文）
- 香港影庫上《騷人》的資料（繁體中文）
- 互联网电影数据库（IMDb）上《騷人》的资料（英文）